# William N. Reed
William Nikolaus Reed, né en 1825 à Christiansted, île Sainte-Croix (Indes occidentales danoises)  -  † le 26 février 1864 à Beaufort (Caroline du Nord), est un Afro-Américain, qui, cas exceptionnel, parvient à un grade d'officier supérieur (lieutenant-colonel) dans les rangs de l'Union Army pendant la guerre de Sécession.
Il est grièvement blessé lors de la bataille d'Olustee (20 février 1864) et meurt quelques jours plus tard.

## Biographie

### DesPetites AntillesauSchleswig-Holstein
Son père est originaire de l'Angleterre et s'est installé aux Indes occidentales danoises - sa mère est une esclave noire.
À l'âge de cinq ans, William est envoyé à Flensbourg Schleswig-Holstein (alors terre danoise) et est élevé par un capitaine de navire. Par la suite, il intègre la militärakademie de Rendsburg (près de Kiel, dans le Nord-Est du Schleswig-Holstein) pour y étudier : il veut devenir capitaine de la marine militaire. Puis, il devient étudiant en médecine à l'université de Kiel, puis il change de département et étudie le droit. Il fait partie de la fraternité d'étudiants para-militaire Corps Saxonia de Kiel.

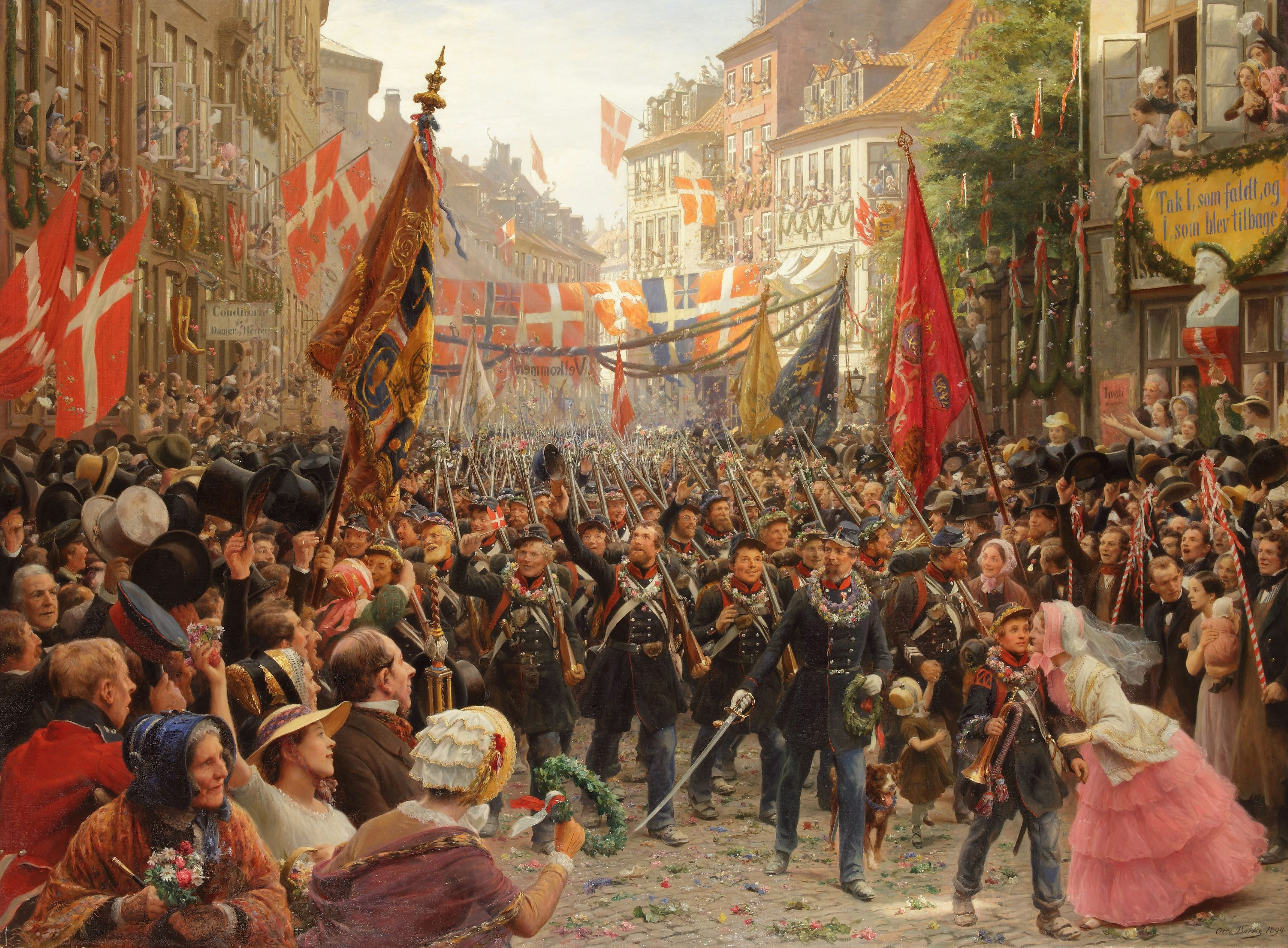
En 1849, les troupes danoises défilent à Copenhague après une victoire sur la Prusse. À l'issue de la première guerre de Schleswig (ou « guerre de Trois Ans », 1848-1851) le Danemark victorieux garde les duchés. Mais la Prusse revient à la charge en 1864, et conquiert les deux duchés à l'issue de la seconde guerre prusso-danoise (ou guerre des Duchés).

Lorsque se déclare entre le Danemark et la Prusse la première guerre de Schleswig, W.N. Reed s'engage dans l'armée danoise du Schleswig-Holstein  : il est portepée-fähnrich (enseigne) dans le 3e corps de chasseurs, 1re brigade d'infanterie. Lors de la signature de l'armistice de Malmö en 1848, il devient lieutenant. Après son transfert dans le 1er corps de chasseurs, il est nommé premier-lieutenant en 1850.

### L'Amérique et la guerre de Sécession
En 1851, à la fin de la première guerre prusso-danoise, Reed retourne dans les Caraïbes, puis en 1853 émigre aux États-Unis, et se fixe à New York.
Pendant la guerre de Sécession, Reed s'engage du côté du Nord dans le 1st North Carolina Colored Volunteer Regiment, composé uniquement de volontaires afro-américains.
Promu lieutenant-colonel, Reed devient l'Afro-Américain le plus haut gradé dans l'armée de l'Union, .
En effet Martin Delany ne sera nommé par Abraham Lincoln qu'au grade de major (grade immédiatement subalterne 
par rapport à celui de Reed), et ceci peu de temps avant la signature de l'armistice; il ne connaîtra donc pas le service actif et n'a pu que développer le recrutement des U.S.C.T. Reed, cependant, se fait déjà bientôt un nom de quelqu'un qui favorise des personnes d'origine africaine et ainsi devient l'objet de plusieurs contestations au sein de l'armée.
L'Est de la Caroline du Nord, région côtière basse de plantations et d'esclavage, voyait en effet se développer un vigoureux mouvement abolitionniste importé au Sud par le Nord après la campagne de Burnside en Caroline du Nord : une colonie de Noirs libres ou libérés, la Roanoke Island Freed's Men Colony est ainsi implantée  sur l'île Roanoke et prospère un certain temps sous la protection du réverend Horace James et du brig. gen. (et médecin) Edward A. Wild .
W.N. Reed  est gravement blessé lors de la bataille d'Olustee (20 février 1864). Transporté à l'hôpital de la Marine de Beaufort (Caroline du Nord), il meurt le 26 février 1864 .